# George Stults
George Stults (16. srpen 1975) je americký herec.
Dětství prožil v Coloradu a nyní žije v Los Angeles. Proslavila ho role Kevina Kinkirka v seriálu Sedmé nebe. Před tímto seriálem se živil jako model. George také zpívá a navrhl svoji vůni Bora Bora. Spolu s Beverley Mitchell a Mackenzie Rosman se objevil v reklamách společnosti K-Mart. George má bratra Geoffa, který je také herec a objevil se i v Sedmém nebi, kde hrál Kevinova bratra Bena.